# Gold Diggers of Broadway
Gold Diggers of Broadway é um filme musical pre-Code estadunidense de 1929, do gênero comédia, dirigido por Roy Del Ruth, estrelado por Helen Foster, Conway Tearle, Nancy Welford, Winnie Lightner e William Bakewell, e co-estrelado pelo guitarrista Nick Lucas. Com roteiro de Robert Lord, a produção foi baseada na peça teatral "The Gold Diggers" (1919), de Avery Hopwood. Distribuído pela Warner Bros., o filme é o segundo longa-metragem totalmente falado e totalmente colorido em Technicolor (depois de "On with the Show!", também lançado naquele ano pela Warner Bros.).
"Gold Diggers of Broadway" tornou-se uma sensação de bilheteria, transformando Winnie Lightner em uma estrela mundial e impulsionando a carreira do guitarrista Nick Lucas à fama, ao cantar duas músicas que se tornaram sucessos durante o século 20: "Tiptoe Through the Tulips" e "Painting the Clouds with Sunshine".
Baseado na peça teatral "The Gold Diggers" (1919) — que também foi transformada em um filme mudo homônimo, em 1923 — "Gold Diggers of Broadway" utilizou dançarinas, Technicolor, e som como seus principais pontos de venda.
Foi escolhido como um dos dez melhores filmes de 1929 pelo Film Daily. Tal como acontece com muitos dos primeiros filmes em Technicolor, nenhuma impressão completa ainda sobrevive. Embora os últimos vinte minutos existam, ainda faltam uma sequência musical e os últimos minutos do filme. Críticas contemporâneas, a trilha sonora e as fotografias sobreviventes sugerem que o filme era uma comédia em movimento rápido que foi aprimorada pelo Technicolor, contendo um conjunto de músicas animadas e populares. O filme encapsula o espírito da era das melindrosas, dando um vislumbre de um mundo prestes a ser mudado pela Grande Depressão.
Como "Gold Diggers of Broadway" foi considerado um filme parcialmente perdido desde a década de 1970, sua refilmagem, "Gold Diggers of 1933", é a versão mais vista da história.

## Sinopse
Wally Saunders (William Bakewell) quer se casar com a corista Violet Dayne (Helen Foster), mas seu tio, Stephen Lee (Conway Tearle) acredita fielmente que todas as coristas são interesseiras, visando namorar alguém para pegar seu dinheiro, e se recusa a dar sua aprovação. A amiga de Violet, Jerry Lamar (Nancy Welford) não é interesseira, mas concorda em partir para cima de Lee desesperadamente, assim Violet parecerá mais fina, gentil e menos interesseira em comparação.

## Elenco
- Helen Foster como Violet Dayne
- Conway Tearle como Stephen Lee
- Nancy Welford como Jerry Lamar
- Winnie Lightner como Mabel Munroe
- William Bakewell como Wally Saunders
- Ann Pennington como Ann Collins
- Gertrude Short como Topsy St. Clair
- Lilyan Tashman como Eleanor
- Nick Lucas como Nick
- Albert Gran como Blake
- Julia Swayne Gordon como Cissy Gray
- Lee Moran como Diretor de Dança
- Armand Kaliz como Barney Barnett

Notas do elenco:
- O diretor Roy Del Ruth começou um relacionamento com Winnie Lightner em 1929, mas eles não se casaram até 1948.
- Os únicos atores do filme de 1929 que também apareceram na versão muda de 1923, "The Gold Diggers", foram Gertrude Short e Louise Beavers. Short é talvez mais conhecida pelos cinéfilos como a repórter agressiva que persegue Robert Armstrong no rolo de abertura de "Son of Kong" (1933). Beavers, que fez sua estreia no cinema (não-creditada) no mudo "The Gold Diggers", acabaria fazendo 156 aparições no cinema, muitas delas como empregadas domésticas que roubavam a cena, e interpretou "Beulah" em uma temporada da série de televisão homônima. Ela também estrelou ao lado de Claudette Colbert na versão original de 1934 de "Imitation of Life", amplamente considerado seu maior papel.

## Produção
A música "Painting the Clouds with Sunshine" era originalmente a música principal do filme. Depois que Nick Lucas assinou o contrato de sua participação – contratado por Darryl F. Zanuck – o filme foi visto como um sucesso em potencial e "Tiptoe Through the Tulips" foi escrito para ampliar o filme; Zanuck forneceu um número de produção extra para a música. A música foi posteriormente interpretada em uma versão bem diferente pelo cantor Tiny Tim, que a gravou de uma forma totalmente diferente, com um ukulele. A notoriedade atribuiu um estigma à melodia que permanece até hoje em versões mais atuais. No entanto, Lucas era o favorito de Tiny Tim, e até apareceu como convidado na notável cerimônia de casamento de Tim no "The Tonight Show" em 1969, cantando a música juntos.
Os dois números de produção de "Painting the Clouds with Sunshine" e "Tiptoe Through the Tulips" começam em um conjunto menor e passam para um maior. Para alternar entre os sets enquanto a música era cantada e criar uma transição perfeita, foi jogado uma iluminação elétrica que escurece uma cena e desaparece em outra. O enredo básico foi modificado e reutilizado em filmes posteriores da Warner Bros., como "Gold Diggers of 1933" (1933), e "Painting the Clouds with Sunshine" (1951).
A Majestic Pictures tentou lucrar com o mesmo conceito de filme, o nomeando como "Gold Diggers of Paris", mas a Warner Bros. impediu isso por meio de uma ação legal. A Warner lançou um filme chamado "Gold Diggers in Paris" em 1938.

### Technicolor
"Gold Diggers of Broadway" foi filmado totalmente em Technicolor. A Warner Bros. foi uma das principais usuárias do novo sistema, embora outros estúdios também o utilizassem, muitas vezes para sequências coloridas dentro de um filme em preto e branco. A Warners, no entanto, costumava fazer filmes totalmente coloridos: em 1930, eles lançaram 15 filmes que usavam Technicolor de duas cores, dois quais apenas quatro usavam cores apenas em sequências limitadas.

## Músicas

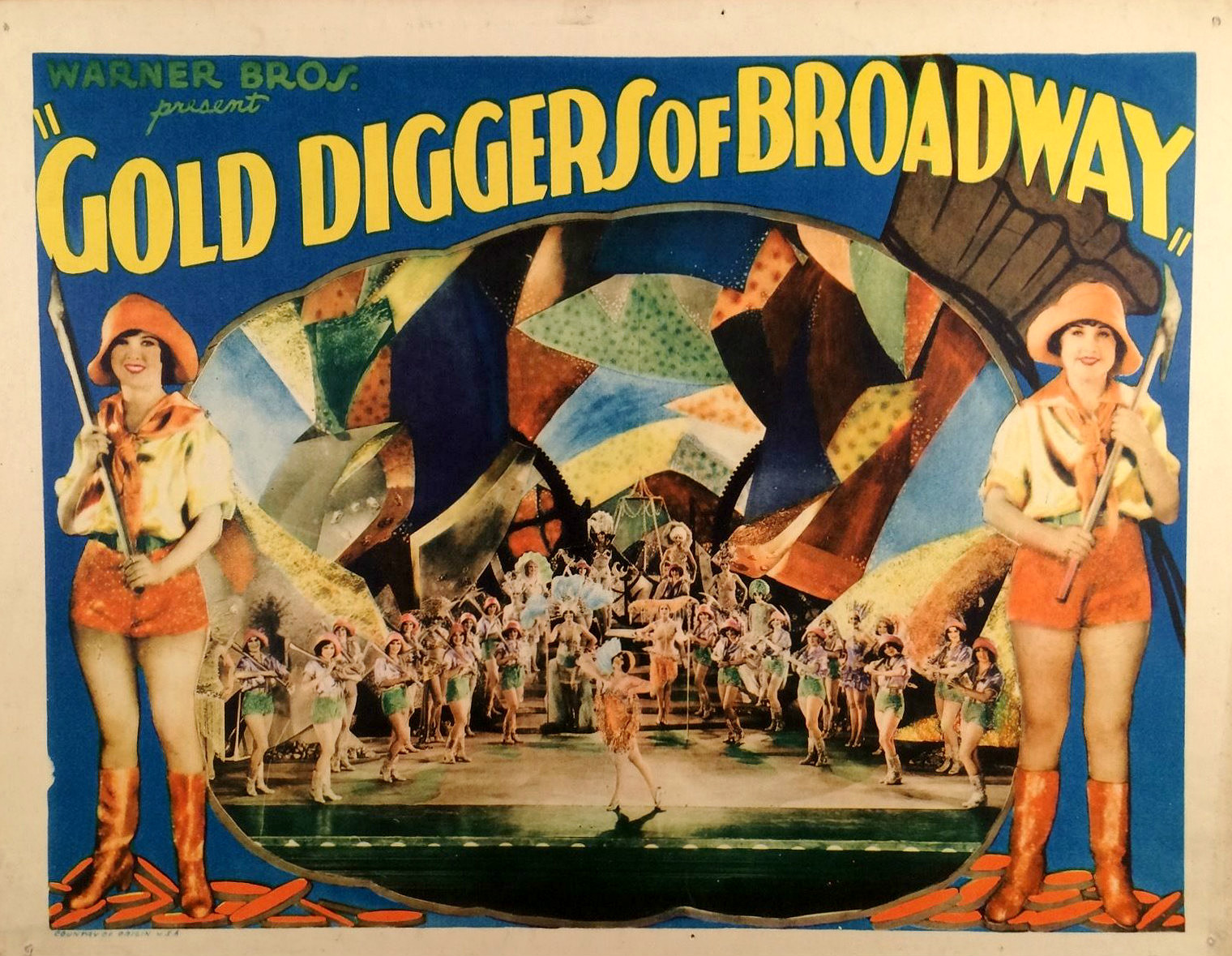
Lobby card

- "Song of the Gold Diggers" (Orquestra WB Vitaphone e coro)
- "Painting the Clouds with Sunshine" (Nick Lucas, Orquestra WB Vitaphone e coro)
- "And Still They Fall in Love" (Winnie Lightner com vocais de apoio)
- "Song of the Gold Diggers" (Nancy Welford)
- "Mechanical Man" (Winnie Lightner com vocais de apoio)
- "Painting the Clouds with Sunshine" – reprise (Nick Lucas com banda)
- "Keeping the Wolf from the Door" (Winnie Lightner com banda)
- "Tip-toe thru the Tulips" (Nick Lucas com guitarra e banda). A música foi indicada na lista de 2004 "100 Anos... 100 Canções", do Instituto Americano de Cinema.[10]
- "The Pennington Glide" (Instrumental – sequência em festa no apartamento)[11]
- "In a Kitchenette" (Nick Lucas na guitarra)
- "Go to Bed" (Nick Lucas na guitarra)
- "What Will I Do Without You?" (Nick Lucas na guitarra)
- "Tiptoe Through the Tulips" – reprise (Nick Lucas, Orquestra WB Vitaphone e coro)

## Recepção
As críticas contemporâneas dos críticos de cinema foram muito positivas. Mordaunt Hall escreveu em sua resenha para o The New York Times:
"A diversão, aliada aos adoráveis tons pastéis, às melodias afinadas, uma narrativa sensata, atuação competente e cenários elaborados, resultaram em um entretenimento extraordinariamente agradável. Isso fez com que se levantasse uma reflexão no final sobre o notável progresso da tela, pois não apenas as vozes são reproduzidas com rara precisão, mas todas as oportunidades dadas pelo processo Technicolor são aproveitadas para produzir os tons e brilhos de uma comédia musical".
A revista Variety chamou o filme de "um entretenimento muito bom para as telas", e aclamou a performance de Lightner, escrevendo: "Alguém jogou o filme no colo de Winnie Lightner, ou então ela o roubou". Ele também ficou muito impressionado com o processo de cor, escrevendo: "Embora Say It with Songs, da Warner, também seja um filme sonoro colorido, de alguma forma aqui o processo Technicolor parece dar uma força maior ao filme".
John Mosher, do The New Yorker, deu ao filme uma crítica positiva, chamando as músicas de "excepcionalmente audíveis" e "excepcionalmente boas". O Film Daily disse que o filme tinha "boa música" e uma história que era "geralmente divertida, embora não particularmente substancial", concluindo que Lightner "faz muito fazer o filme decolar".

### Bilheteria
De acordo com os registros da Warner Bros., o filme arrecadou US$ 2.540.000 nacionalmente e US$ 1.427.000 no exterior, totalizando US$ 3.967.000 mundialmente. Foi o filme mais popular do estúdio naquele ano.

## Preservação
"Gold Diggers of Broadway" foi filmado usando o sistema de som em disco Vitaphone e lançado em dez rolos de filme de nitrato de 35 mm; com impressões Technicolor de transferência de corante em duas fitas, e a trilha sonora armazenada em discos Vitaphone acompanhando. Os discos, incluindo o espetáculo de abertura, ainda existem, mas até por volta de 1986 não se acreditava que alguma impressão havia sobrevivido. Naquela época, uma impressão original do rolo final, exceto os minutos finais, foi doado para o Instituto Britânico de Cinema. Uma cópia do filme foi feita pela segurança de sua preservação. Quase dez anos depois, o penúltimo rolo da produção foi descoberto na Austrália, apresentando  "Tiptoe Through the Tulips". O único momento do filme que ainda falta é uma sequência curta do meio. Apenas três breves fragmentos de rolos anteriores são conhecidos por sobreviver: alguns segundos do número musical de "Song of the Gold Diggers", em preto e branco e com texto sobreposto, no trailer de "Gold Diggers of 1937"; um fragmento de nitrato de 35 mm do mesmo número, com cerca de vinte segundos, encontrado junto com um projetor de brinquedo comprado no eBay; e outro fragmento de nitrato de 35mm, também com menos de um minuto, de uma cena não musical com Lightner e Gran, que foi encontrado com fragmentos de outro filme em um pequeno museu.
Dois trechos do filme foram lançados como recursos bônus no DVD do 30º aniversário de "The Jazz Singer", com 3 discos, mas devido a um erro, apenas um foi incluído. O trecho identificado como "Tiptoe Through the Tulips" é na verdade o final do filme, e o trecho anteriormente identificado como o final é na verdade uma sequência de balé de "The Rogue Song", da MGM, outro filme Technicolor de duas cores, no qual existem apenas fragmentos. Os trechos corretos podem ser encontrados no lançamento em DVD de "Gold Diggers of 1937", da Warner Bros..

## Na cultura popular
- "Gold Diggers of Broadway" é referenciado no livro de Michael Moorcock, "Breakfast in the Ruins". Em uma cena ambientada em 1929, um garoto estadunidense leva sua namorada para assisti-lo.